# Almese
Almese (pronuncia Almése, /alˈmese, -ze/; Almèis in piemontese) è un comune italiano di 6 293 abitanti della città metropolitana di Torino in Piemonte, che dista circa 27 chilometri ad ovest dal capoluogo.

## Geografia fisica
Sorge nella bassa Val di Susa, nella pianura dove scorre il torrente Messa; è uno dei primi comuni che s'incontrano risalendo la Val di Susa da Torino, sulla sinistra orografica della Dora Riparia. Il territorio del comune si estende dalla zona di pianura alle pendici delle Alpi Graie fino allo spartiacque che unisce i monti Musinè e Curt. Confina a nord con Rubiana e Val della Torre (a cui è collegato dal valico pedonale della Bassetta), a est con Caselette, a sud con Avigliana e a ovest con Villar Dora. Situato lungo il corso del torrente Messa, occupa una posizione strategica, importante per le comunicazioni fra la provincia torinese e il territorio canavesano da un lato e le terre interne della valle della Dora Riparia dall'altro. Nel suo territorio si trova l'itinerario alpino del Colle del Lis, la cui frequentazione risale all'epoca preromana. Le montagne più alte del territorio comunale sono il Musinè e il Curt.

## Storia

### Età del ferro e Impero Romano
Anche se la zona era popolata già nel secondo periodo dell'età del ferro, grazie a ritrovamenti ceramici di Truc Randolera, un vasto e organizzato insediamento va ricercato solo in epoca romana, quando la zona venne valorizzata grazie alla strada che da Augusta Taurinorum, l'attuale Torino, risaliva la Val di Susa fino al Colle del Monginevro e a passi minori che collegavano la pianura torinese con il Briançonnais e la Moriana francese. Nel corso degli anni ottanta venne trovata e studiata da archeologi dell'Università di Torino una villa romana, appartenuta a un certo Calvinus. Approfonditi scavi hanno permesso di evidenziare l'importanza della villa, le cui fondamenta economiche erano dovute all'intenso traffico di merci e uomini nei pressi della stazione doganale di Ad fines, l'attuale frazione Drubiaglio di Avigliana. La villa è situata presso la borgata Grange di Rivera.
L'insediamento romano nella zona fu diffuso e intenso: una ricca toponomastica prediale latina è infatti presente in tutto il territorio di Almese e nelle terre adiacenti: il nome stesso d'Almese deriva dal gallo-romano Almo, e il nome del torrente Messa deriva dal nome Mettius, ben definito dall'epigrafia del vicino Canavese.

### La romanizzazione

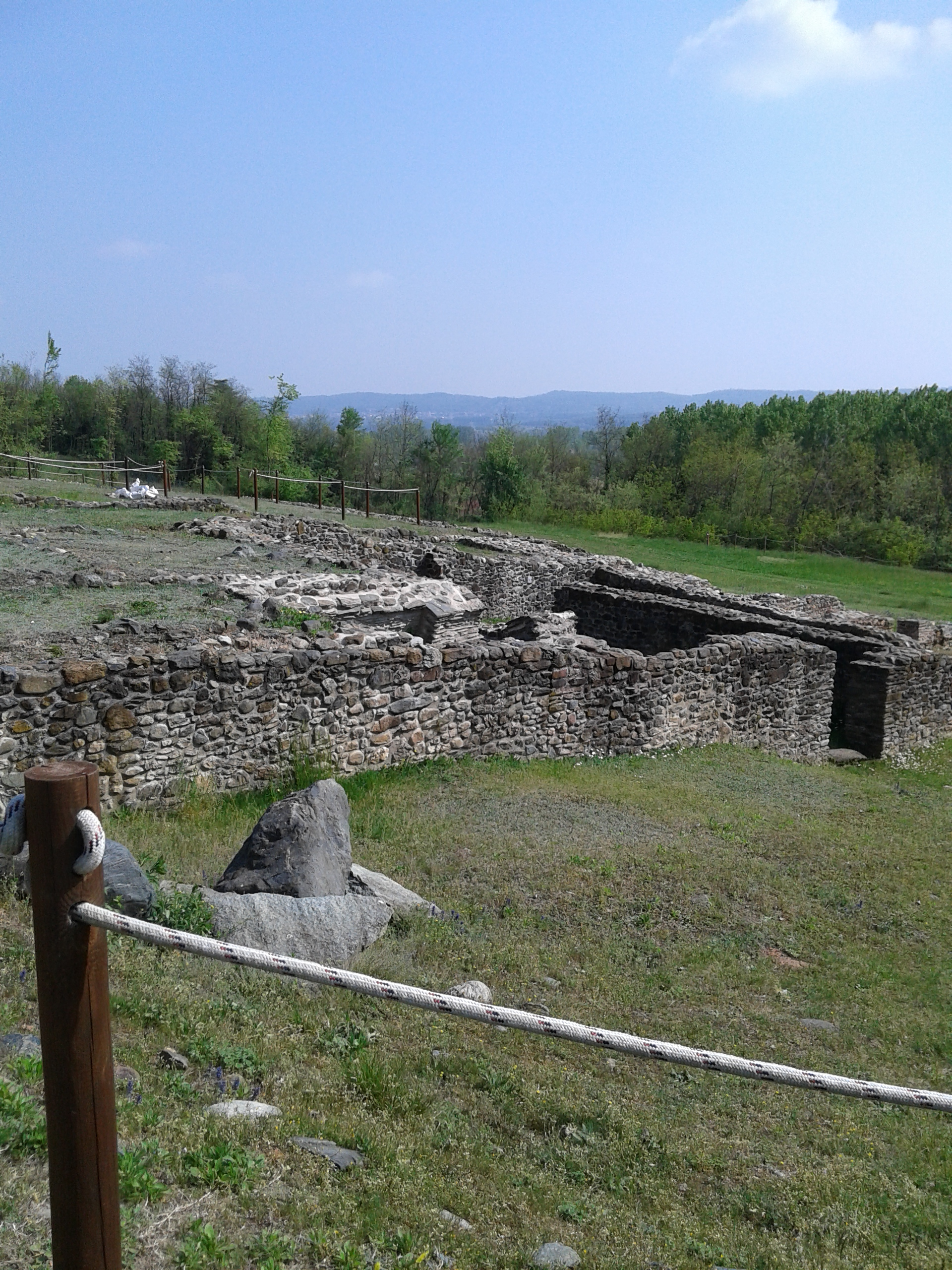
Resti archeologici della villa romana

La romanizzazione del bacino del Messa fu caratterizzata da piccoli insediamenti, dispersi sul territorio, costituenti aziende agricole di medio-piccole dimensioni, lungo una delle più importanti vie di comunicazione romane verso le Alpi; di qui era possibile sia andare verso Torino, raggiungendo la sponda destra della Dora Riparia con un ponte di cui non c'è più traccia, a valle della stazione Ad fines, sia seguire un percorso pedemontano con sviluppo nord-orientale che consentiva di raggiungere il Canavese, Ivrea e anche Vercelli. Quest'ultimo era conosciuto nel Medioevo con il nome di strata Vercellensis. Quest'assetto territoriale, già precario alla fine del II secolo d.C., entrò definitivamente in crisi in età tardo-imperiale, come dimostra il totale abbandono della villa romana situata presso la borgata Grange di Rivera nel IV secolo d.C.(ora visitabile).

### Il Medioevo

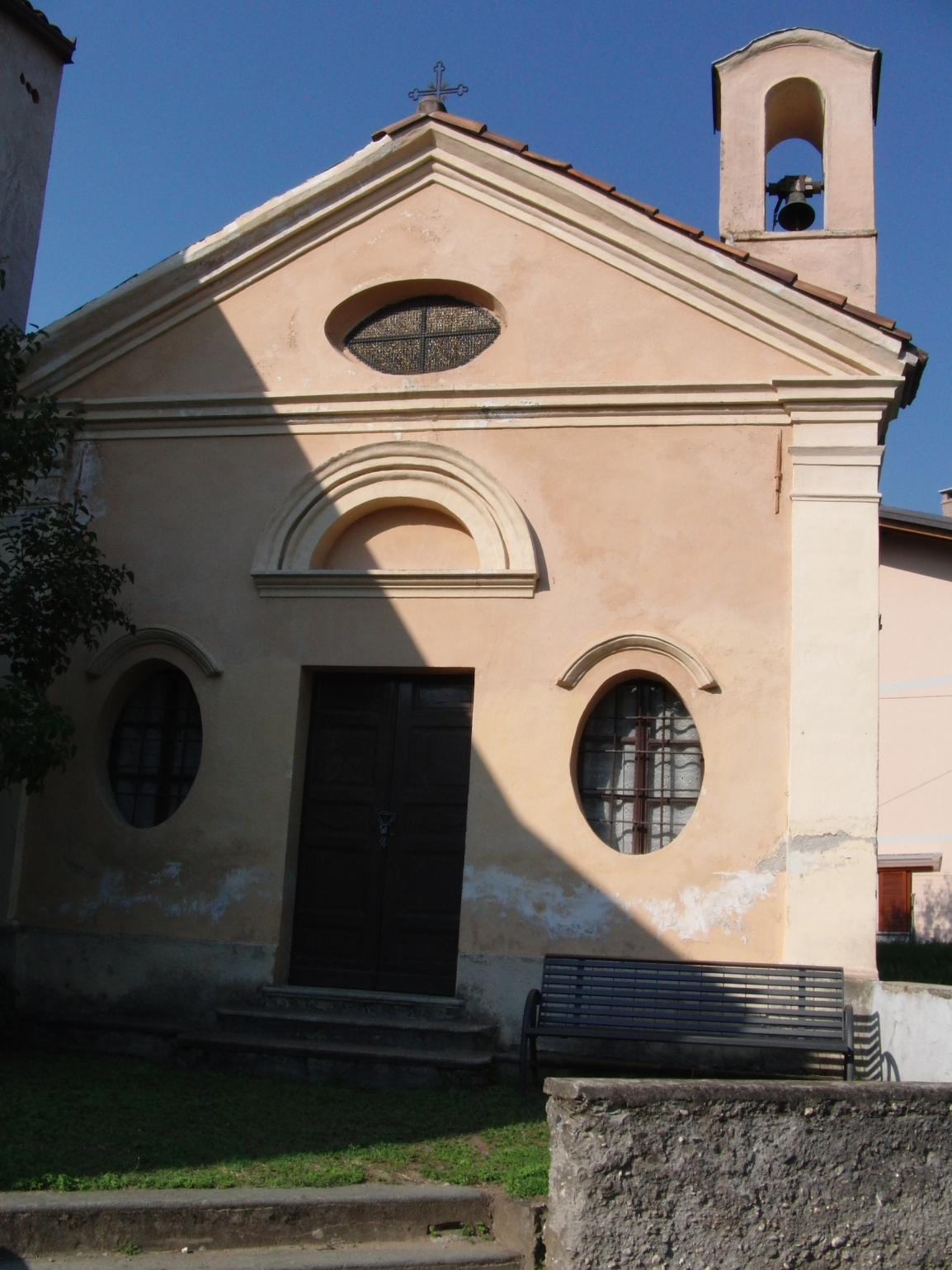
Cappella di San Mauro a Rivera

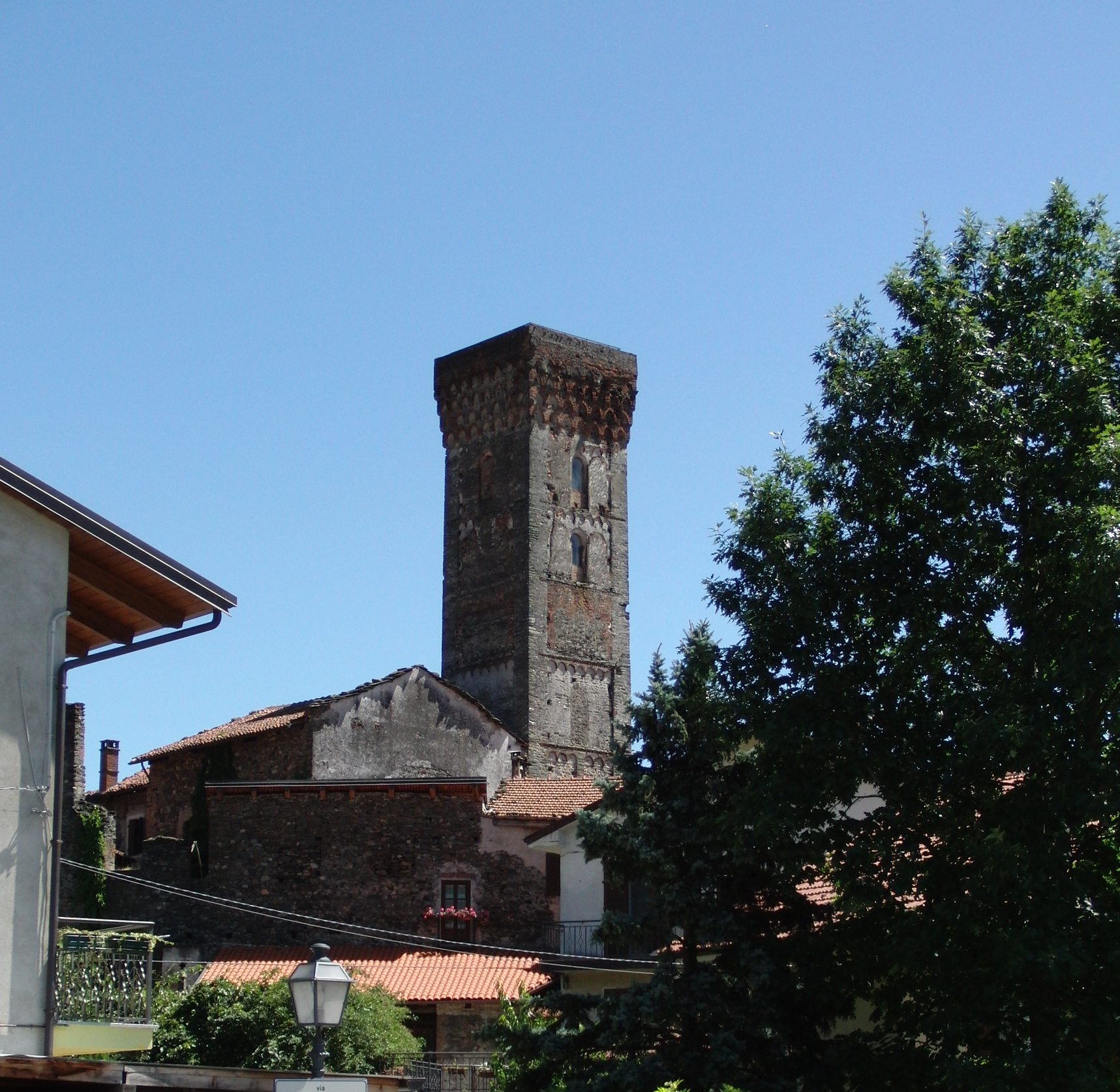
Torre di San Mauro a Rivera

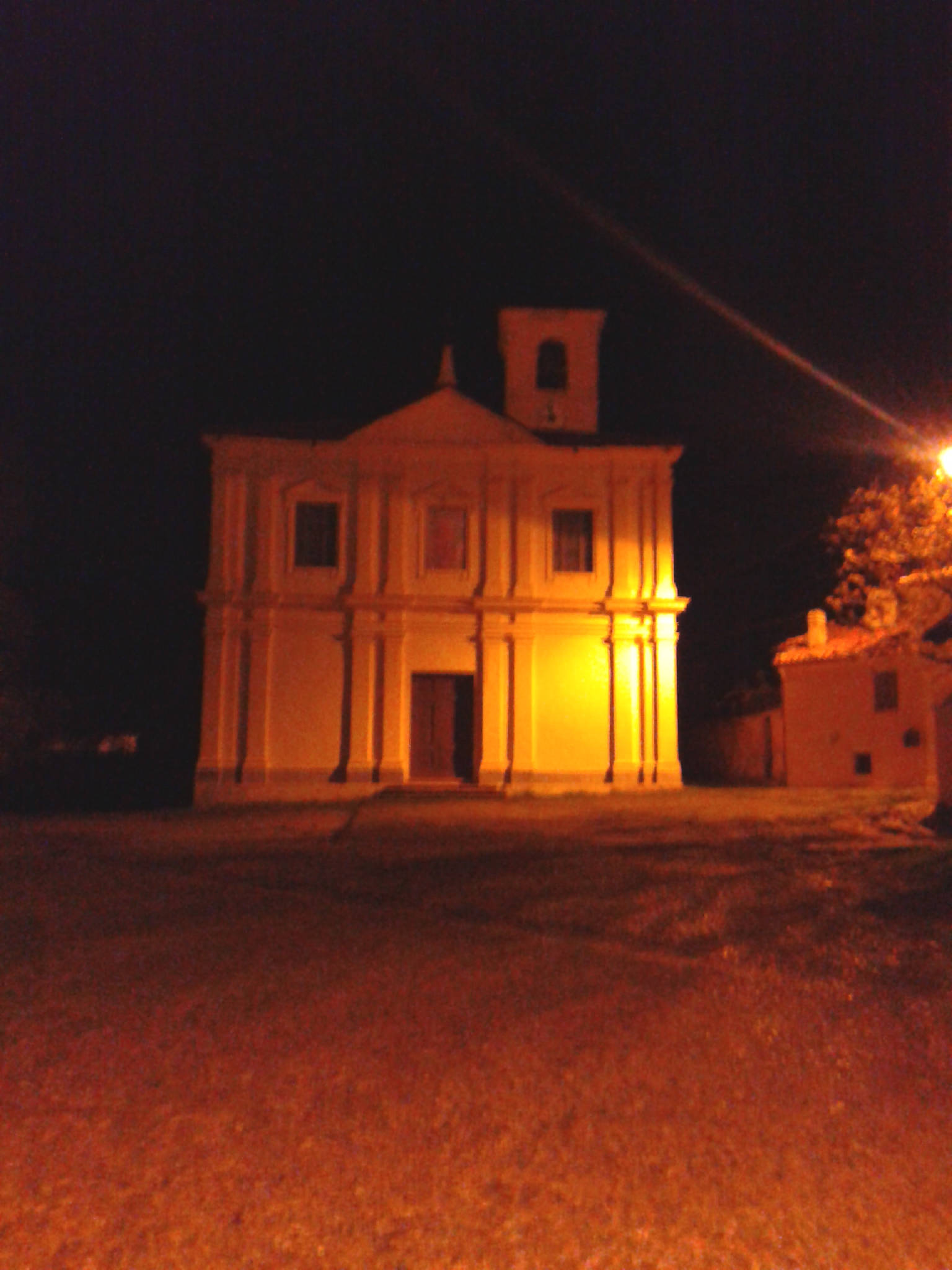
Chiesa di Santa Maria (Chiesa vecchia)

Sia l'occupazione longobarda del VI secolo che quella franca avvenuta alla fine dell'VIII secolo non cancellarono del tutto le tracce e l'organizzazione territoriale precedente. Alla fine del X secolo, con l'affermarsi della famiglia degli Arduinici, marchesi di Torino, Almese si conferma terra che nel 1001 i marchesi controllano con il riconoscimento dell'imperatore. Nel 1029 un'azienda agricola, curtis, viene venduta in Almese dai marchesi ai monaci benedettini di San Giusto di Susa. È proprio in questo periodo che l'insediamento del comune inizia a definirsi nei suoi due principali punti insediativi: La chiesa di Santa Maria o Chiesa Vecchia, e la curtis di San Mauro presso l'attuale frazione di Rivera. La Curtis di San Mauro, situata a controllo delle terre di pianura, e protetta dall'area di esondazione della Dora Riparia, è sicuramente il nucleo dominicale dell'azienda agricola ceduta dagli Arduinici ai monaci di San Giusto, che ne fecero una prepositura intitolata appunto a san Mauro.

### Il castello, un rifugio
Il comune di Almese, nel XIV secolo divenne un castello di rifugio. Il campanile romanico venne modificato in una massiccia torre difensiva, mentre un vasto fossato alimentato dalle acque del Messa veniva introdotta mediante canalizzazioni artificiali. All'interno dell'edificio fortificato nella basse court, edifici destinati a fungere da deposito per i raccolti, le vendemmie e per la stabulazione degli animali. All'interno di un secondo recinto si sviluppava un'area residenziale con la sala abbaziale, dove sostava l'abate durante i suoi viaggi da Susa a Torino, e dove risiedeva solitamente il castellano con una ridotta guarnigione destinata alla prima difesa del castello. Il successivo affermarsi del castello rifugio di San Mauro decretò il tramonto definitivo del centro fortificato del Castellarium presso la chiesa di Santa Maria. Contemporaneamente si verificò lo spostamento a valle dell'intero insediamento abitativo, che si sviluppò inizialmente nell'area dell'attuale piazza del Mercato proprio durante il secondo Medioevo ed il primo Cinquecento.

### Simboli
Lo stemma comunale è stato concesso con regio decreto del 10 aprile 1938.
Il gonfalone è un drappo di azzurro.

## Monumenti e luoghi d'interesse

### Il nuovo centro
Il nuovo centro si sviluppò lungo le rive del Messa con una struttura a ponte, di cui ancora attualmente rimangono i percorsi principali, ma di cui non sono più visibili strutture edilizie medioevali o rinascimentali. In località Gelà (Vallis Gelata) si insediarono tra i secoli XIV e XIX molti impianti paleoindustriali per la lavorazione del legno (ressie) e del ferro, (martineta). Nel territorio erano attivi altri ordini religiosi oltre ai benedettini, lasciando molte tracce delle loro opere di ingegno. i Certosini ottennero nel 1230 la grande tenuta agricola di Panzone, dove costruirono una grangia per la diretta conduzione di una vasta costruzione a corte difesa del fossato, dove si trovavano i capienti magazzini monastici e le stalle. Ora è una proprietà privata.

### Altri insediamenti religiosi
Un altro insediamento religioso è il Castello di Milanere, anch'esso proprietà privata, pertanto non visitabile, è stato costruito nel 1338 al tempo del precetto Umberto de Illino, con l'approvazione del conte Savoia Aimone. L'enorme struttura della casaforte emerge da un terrazzamento situato dietro la frazione di Milanere. Quasi totalmente ristrutturata conserva ancora, sullo spigolo sud-orientale, la bella cappella privata dove sono stati riutilizzati dei capitelli romanici dell'antica chiesa di Sant'Andrea, distrutta quando fu edificata la casaforte.
Dalla borgata Grange si può raggiungere la Tenuta della Gran Vigna, un tempo anch'essa cascina fortificata appartenuta ai canonici di Ranverso, che conserva della struttura originaria i vasti spazi sotterranei destinati alle cantine.

### La chiesa di Santo Stefano a Rivera

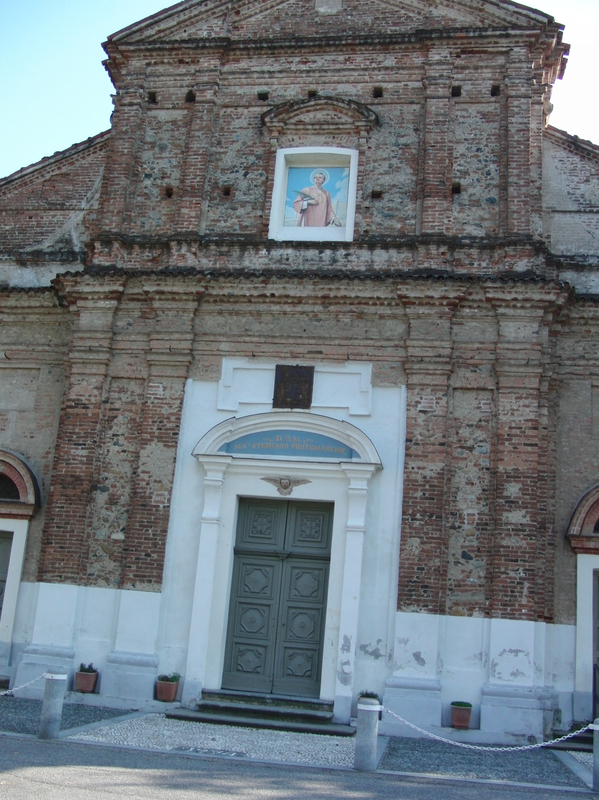
Chiesa di Santo Stefano

Un'altra chiesa di origini medioevali è quella di Santo Stefano, costruita nel 1248, in rovina nella parte absidale nel 1346, ma successivamente inglobata nella più recente e barocca chiesa di Santo Stefano a Rivera, costruita tra il 1684 e il 1690 grazie all'apporto dell'abate Scaglia di Verrua, quando la comunità di Rivera chiese l'edificazione di una nuova parrocchia distinta da Almese quale risultato di una maggiore autonomia.

### Altre chiese di pregio

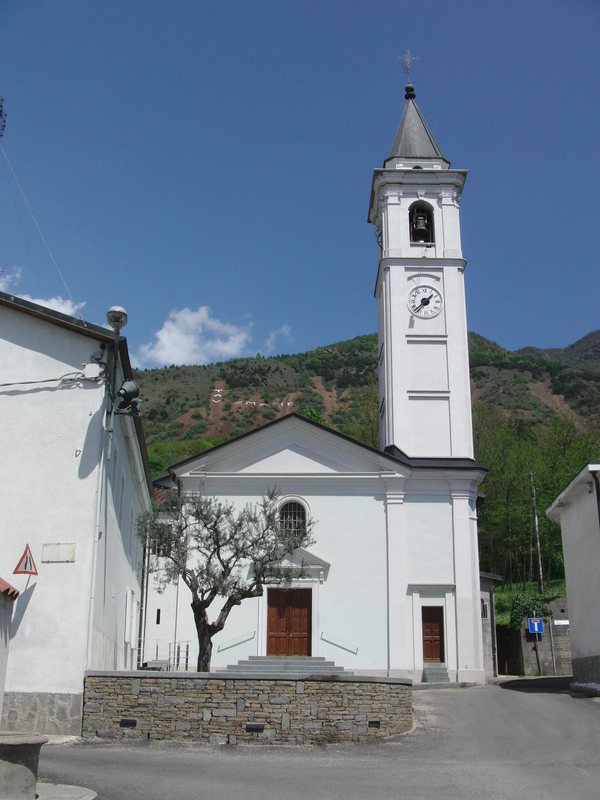
Chiesa di Santa Maria Assunta a Milanere

Anche la chiesa di Milanere, ampliamento di una cappella settecentesca, diventò parrocchiale quando la borgata nell'Ottocento fu separata da Rivoli ed unita al comune di Rivera e, dopo il 1928 ad Almese. Risultano pertanto nel territorio del comune di Almese ben tre parrocchie. Il moderno edificio costruito nel 1963 nella piana di Almese è intitolato alla Natività di Maria Vergine, il cui campanile ospita 5 campane, la cui festa patronale si celebra l'8 settembre, ed ha sostituito la vecchia Santa Maria di Castellaro oggi semplice cappella. Rivera invece celebra la festa patronale il 26 dicembre, nel giorno di santo Stefano protomartire al quale venne dedicata la chiesa. Infine Santa Maria Assunta di Milanere che la frazione festeggia il 15 agosto

### Via Francigena
Per Almese passa la variante del lato sinistro della Dora Riparia del percorso storico della Via Francigena, rami del Moncenisio e del Monginevro.

## Società

### Evoluzione demografica
La popolazione residente negli ultimi cinquant'anni, a partire dal 1961, è raddoppiata.
Abitanti censiti

### Etnie e minoranze straniere
Secondo i dati Istat al 1 gennaio 2024, i cittadini stranieri residenti ad Almese sono 262, così suddivisi per nazionalità, elencando per le presenze più significative:
- Romania, 156
- Ucraina, 17
- Francia, 11
- Marocco, 11

### Istituzioni, enti e associazioni
- Vigili del fuoco: all'interno del comune di Almese è presente un distaccamento di vigili del fuoco il quale effettua in media un numero di circa 200 interventi all'anno ed è operativo su tre comuni: Almese, Villardora e Rubiana. Capita spesso che però intervenga anche nei comuni limitrofi.

Il distaccamento Almesino nasce nel 1905. È legata al distaccamento l’associazione amici dei vigili del fuoco di Almese a cui fa capo DB organizzatore di pompieropoli e partecipazioni a eventi fieristici.

## Economia
La strategica posizione di Almese e la sua densità demografica hanno fatto sì che a partire dall'Ottocento il borgo si vedesse riconosciuta la funzione amministrativa di capoluogo di mandamento all'interno della provincia di Susa. All'epoca di Carlo Alberto ad Almese fu poi concesso anche di essere sede di un mercato settimanale, che già nel Settecento si teneva abusivamente sollevando le proteste dei centri mercatali ufficiali di Avigliana e Condove. Pertanto ne è nato lo sviluppo dell'attuale piazza del mercato sulla quale, fin dall'Ottocento, si affacciavano gli edifici principali, i locali pubblici e le locande. Ancora oggi questa piazza costituisce il centro storico di Almese. Attualmente l'economia del paese è orientata al terziario e alla piccola industria ad alta tecnologia dando al comune un'impronta economica di tipo "torinese" e sempre meno integrata all'interno della Valsusa in cui è collocato geograficamente l'insediamento. Il flusso di pendolari verso il capoluogo torinese e, per contro, la tendenza a spostare la residenza al di fuori della metropoli hanno condizionato lo sviluppo edilizio a partire dagli anni sessanta innescando un fenomeno sociale ed urbanistico che non ha ancora trovato un completo assestamento.

## Amministrazione

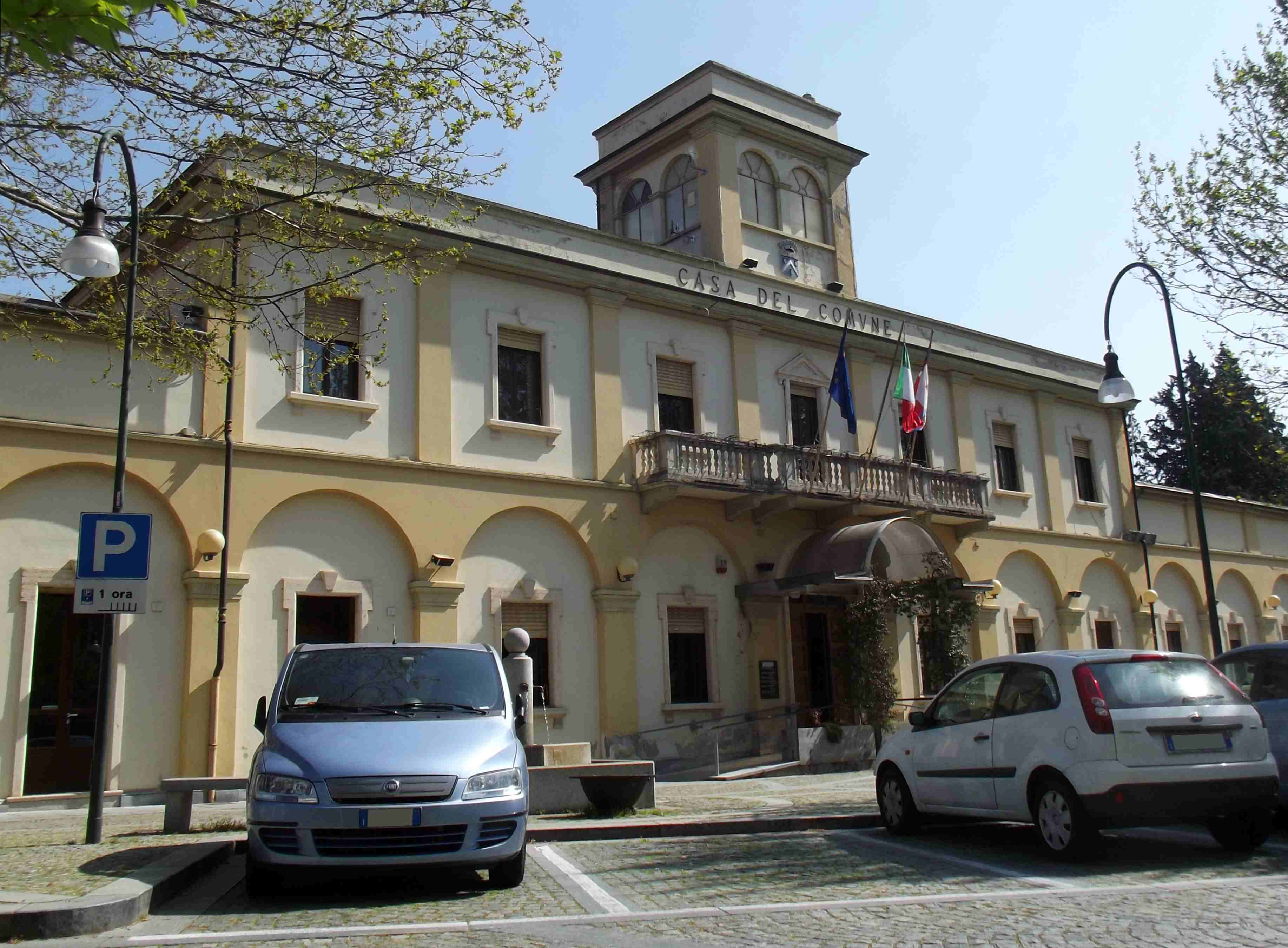
Municipio

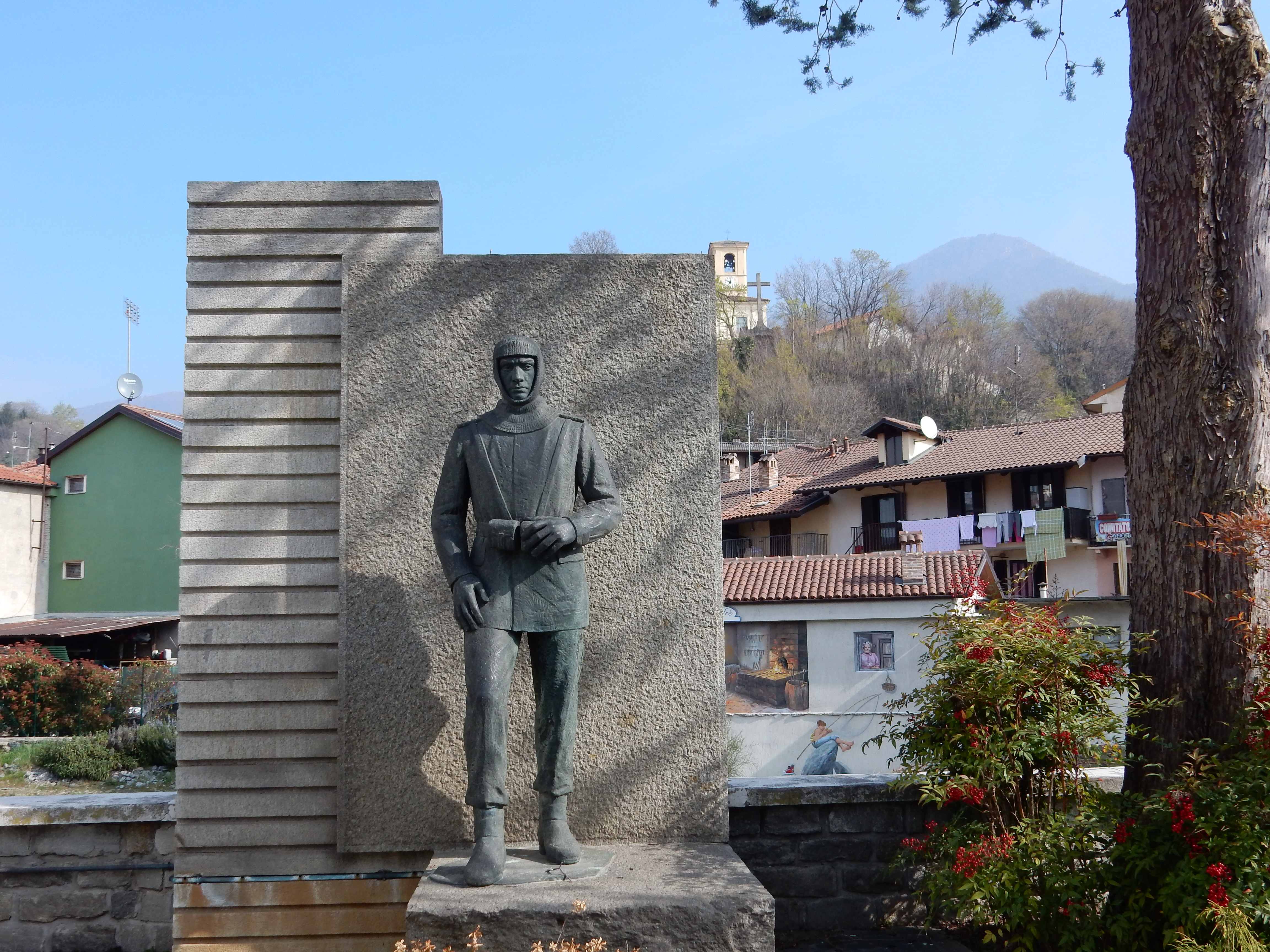
Monumento ai Caduti

| Periodo | Periodo   | Primo cittadino   | Partito                         | Carica  | Note       |
| ------- | --------- | ----------------- | ------------------------------- | ------- | ---------- |
| 1946    | 1951      | Martino Franchino | lista civica                    | Sindaco |            |
| 1951    | 1955      | Martino Franchino | lista civica                    | Sindaco | II mandato |
| 1955    | 1960      | Guido Piccoli     | lista civica                    | Sindaco |            |
| 1960    | 1965      | Guido Piccoli     | lista civica                    | Sindaco | II mandato |
| 1965    | 1970      | Stefano Raimondo  | lista civica                    | Sindaco |            |
| 1970    | 1975      | Mario Magnetto    | lista civica                    | Sindaco |            |
| 1975    | 1980      | Mario Magnetto    | lista civica                    | Sindaco | II mandato |
| 1980    | 1985      | Pier Giorgio Zan  | Democrazia Cristiana, PSDI, PSI | Sindaco |            |
| 1985    | 1990      | Emilio Bertolo    | Democrazia Cristiana            | Sindaco |            |
| 1990    | 1995      | Emilio Bertolo    | Democrazia Cristiana            | Sindaco | II mandato |
| 1995    | 1999      | Giuliano Bosio    | lista civica                    | Sindaco |            |
| 1999    | 2004      | Giuliano Bosio    | lista civica                    | Sindaco | II mandato |
| 2004    | 2009      | Bruno Gonella     | lista civica                    | Sindaco |            |
| 2009    | 2014      | Bruno Gonella     | lista civica                    | Sindaco | II mandato |
| 2014    | 2019      | Ombretta Bertolo  | lista civica Bene comune        | Sindaco |            |
| 2019    | 2024      | Ombretta Bertolo  | lista civica Bene comune        | Sindaco | II mandato |
| 2024    | in carica | Andrea Cavaliere  | lista civica                    | Sindaco |            |

### Gemellaggi
- Yendé-Millimou

### Altre informazioni amministrative
Almese fa parte della Unione montana Valle Susa.

## Sport

### Pallavolo
Almese è rappresentata nella pallavolo dalla squadra dell'Isil Volley Almese, militante in Serie C.

### Calcio
Almese è rappresentata nel calcio dalla Almese Calcio (ex B.V.S), militante nel campionato di Terza Categoria.

### Atletica
Almese è rappresentata a livello provinciale, regionale e talvolta anche nazionale dalla società Giò 22 Rivera. La squadra si distingue spesso nelle competizioni a cui partecipa.